# Serieåret 1941

## Händelser

### Okänt datum
- Jack Kirby och Joe Simon skapar seriefiguren Captain America.
- Adventures of Captain Marvel, baserad på Captain Marvel, har premiär på Republic Pictures och blir första filmatiseringen av en seriesuperhjälte.[1]

## Utgivning

### Album
- Krabban med guldklorna (Tintins äventyr)[2]

## Födda
- 16 mars - Janne Lundström, svensk författare och illustratör.
- 2 april - Willem, nederländsk serieskapare.
- 15 juni - Neal Adams (död 2022), amerikansk serieskapare.
- 26 oktober - Bob de Groot, belgisk serieskapare.

## Avlidna
- 4 december - Axel Bäckman, 73, svensk serietecknare och konstnär.

### Fotnoter
1. ↑  se superhjältefilm
2. ↑  ”Tintin”. http://en.tintin.com/albums/show/id/33/page/0/0/the-crab-with-the-golden-claws. Läst 12 mars 2011.